# Araneus tatsulokeus
Araneus tatsulokeus là một loài nhện trong họ Araneidae.
Loài này thuộc chi Araneus. Araneus tatsulokeus được Alberto Barrion & James A. Litsinger miêu tả năm 1995.